# 荆次德
荆次德，南北朝北魏至北齐人物。
早年出家为僧，法名灵远，有道术。曾经预言尔朱荣成败，预知其时。又说取代北魏的是齐国。葛荣听说后，自号齐王。高欢至信都，灵远与勃海李嵩前来拜见。高欢待他以特殊礼遇，问他天人之事。他回答：“齐国当兴，东海出天子。今大王占据勃海，是齐地。太白又与月亮挨在一起，应该迅速用兵，迟了不吉利。”灵远后来罢道还俗，姓荆字次德，再找他，不知所在。